# Lannaskede landskommun
Lannaskede landskommun var en tidigare kommun i Jönköpings län.

## Administrativ historik
När 1862 års kommunalförordningar trädde i kraft den 1 januari 1863 inrättades i Sverige cirka 2 400 landskommuner samt 89 städer och ett mindre antal köpingar.
Då inrättades i Lannaskede socken i Östra härad i Småland denna kommun.
Vid kommunreformen 1952 bildade den storkommun genom sammanläggning med den tidigare kommunen Myresjö.
1971 upplöstes den år 1952 bildade kommunen genom sammanläggning med nybildade Vetlanda kommun.
Kommunkoden var 0640.

### Kyrklig tillhörighet
I kyrkligt hänseende tillhörde kommunen Lannaskede församling. Den 1 januari 1952 tillkom Myresjö församling.

## Geografi
Lannaskede landskommun omfattade den 1 januari 1952 en areal av 115,90 km², varav 111,39 km² land. Efter nymätningar och arealberäkningar färdiga den 1 januari 1957 omfattade landskommunen den 1 november 1960 en areal av 116,16 km², varav 111,69 km² land.

### Tätorter i kommunen 1960
| Tätort   | Folkmängd |
| -------- | --------- |
| Landsbro | 1 609     |
| Myresjö  | 448       |

Tätortsgraden i kommunen var den 1 november 1960 75,0 procent.

## Politik

### Mandatfördelning i valen 1938–1966
| 10 | 1 | 5 | 2 | 2 |

| 20 |

| 2 | 10 | 1 | 3 | 2 | 2 |

| 20 |

| 2 | 10 | 1 | 4 | 3 |

| 20 |

| 13 | 12 | 4 |  |

| 29 |

| 14 | 7 | 6 | 3 |

| 28 |

| 14 | 2 | 7 | 3 | 4 |

| 30 |

| 15 | 9 | 3 | 3 |

| 30 |

| 11 | 10 | 3 | 3 | 3 |

| 29 |